# Incassatura binoculare

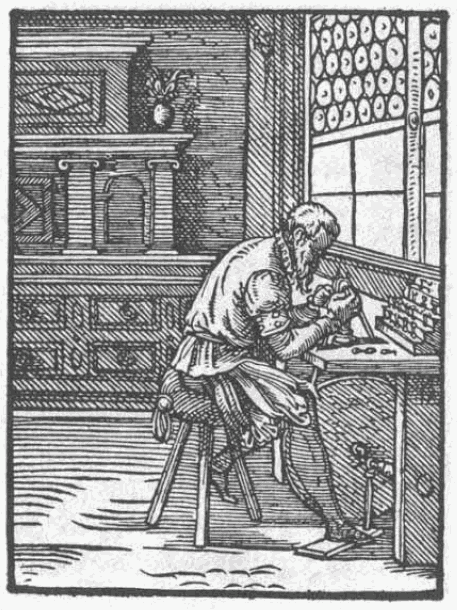
Orafo incassatore di cammei del 1568

L'incassatura binoculare è una applicazione in fase di controllo delle tecniche di incassatura.
Durante le varie fasi di incastonatura, viene effettuato un controllo generale da parte dell'operatore orafo nell'esecuzione del proprio lavoro.
L'esecuzione delle varie tecniche è legata all'esperienza dell'incastonatore, il quale può utilizzare una lente d'ingrandimento (10x) per aumentare la risoluzione ottica evidenziando in particolare del lavoro e quindi eventuali errori di esecuzione.
I particolari di lavorazione sono all'incirca della dimensione di pochi decimi di millimetro. Risulta perciò chiaro il significato dell'utilizzo della lente per agevolare l'artigiano nell'esecuzione del lavoro.
L'incassatura con l'utilizzo del visore binoculare può venire usata sia in questa fase che nella fase successiva da parte di un secondo operatore che è preposto alla fase di controllo.
Si è infatti sviluppata presso aziende orafe di dimensioni più o meno grandi la figura del certificatore di qualità, il quale verifica che il lavoro sia stato eseguito secondo alcuni parametri standard forniti dalle aziende terze che richiedono sempre più una maggiore qualità nell'esecuzione del lavoro.
Il fattore di ingrandimento elevato (circa 50X) e la visualizzazione su monitor dell'immagine permette un controllo non solo sull'incassatura ma anche su eventuali difetti di rifinitura.
Per ciò che riguarda l'incassatura, viene verificato che le parti metalliche che bloccano la gemma incassata siano a stretto contatto con la stessa, in caso contrario può essere necessario un ulteriore intervento di incastonatura perché anche la più piccola vibrazione delle gemme venga evidenziata.
Questa importantissima fase evita problemi con il cliente terzo il quale richiede sempre il prodotto finito ed esente da difetti.
L'utente finale ha quindi a sua disposizione un prodotto di sicura finitura anche perché lo smarrimento di una gemma male incassata provoca un danno al cliente ma anche di immagine all'azienda produttrice.
Il visore elettronico è composto da una microtelecamera posta su un banco da lavoro accoppiata con un visore a schermo da 5 a 7 pollici con elevata risoluzione interfacciabile a un monitor vga standard.
L'operatore muove l'oggetto in senso verticale per cercare la messa a fuoco, per altro semplicissima grazie alla grande profondità di campo dell'elemento sensore. A questo punto l'operatore muove l'oggetto controllando sul visore gli eventuali difetti sopracitati, dopo ciò l'oggetto viene inviato in pulitura ed eventuale rodiatura e nuovamente controllato (controllo qualità) dando un responso firmato su una scheda qualità.
Oltre al visore elettronico, viene utilizzato uno strumento più semplice ma anche più economico: la lente a visiera, che consta di una fascia applicabile alla testa a livello della fronte con una coppia di lenti di ingrandimento con fattore di ingrandimento fornibile a richiesta (2,5-3,0...ecc), incerniate per potere essere ribaltate in caso di non utilizzo.
Queste ultime hanno però in difetto di danneggiare la vista se usate in maniera continua.
Riassumendo, si può quindi affermare che tutti questi strumenti sono ugualmente utili ai fini del controllo di qualità ma il livello di controllo tecnologicamente più avanzato è dato dal visore elettronico per la sua proprietà di rendere visibile l'oggetto non solo all'operatore ma anche ad altri interessati.
Rimane ovvia la differenza di costo tra gli strumenti ottici tradizionali (circa 50-100€) e quelli più moderni (5000-6000€ circa).